# Apodemus flavicollis
Chuột đồng cổ vàng (Apodemus flavicollis) là một loài động vật có vú trong họ Chuột, bộ Gặm nhấm. Loài này được Melchior mô tả năm 1834.

## Hình ảnh

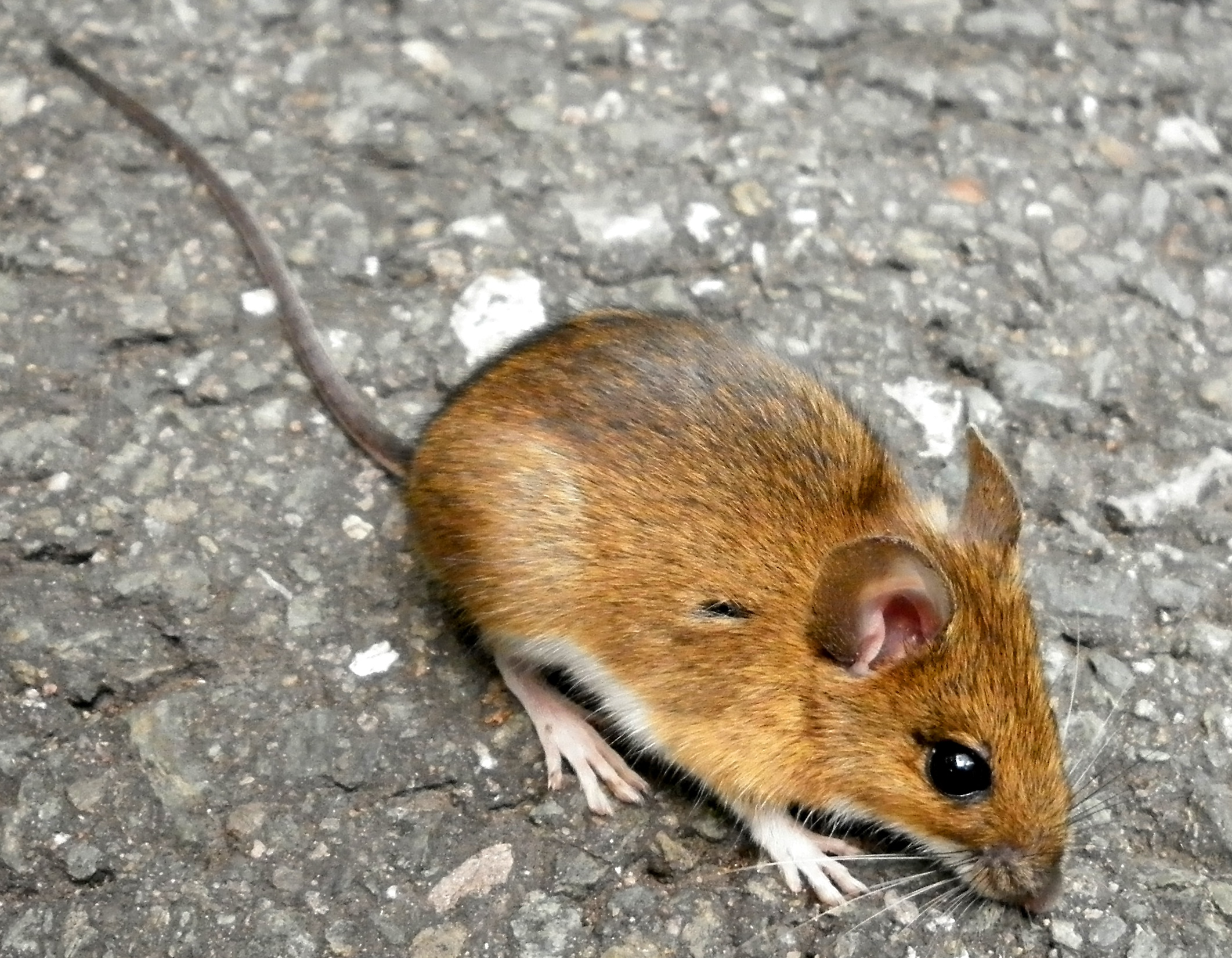
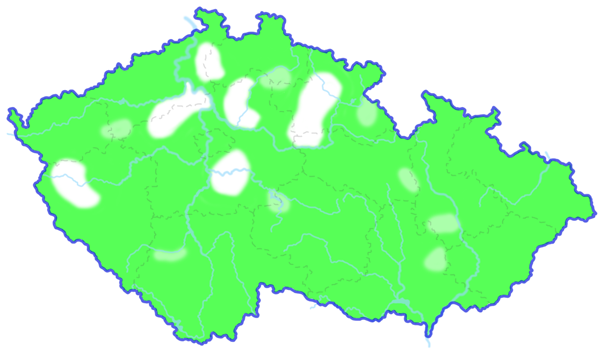
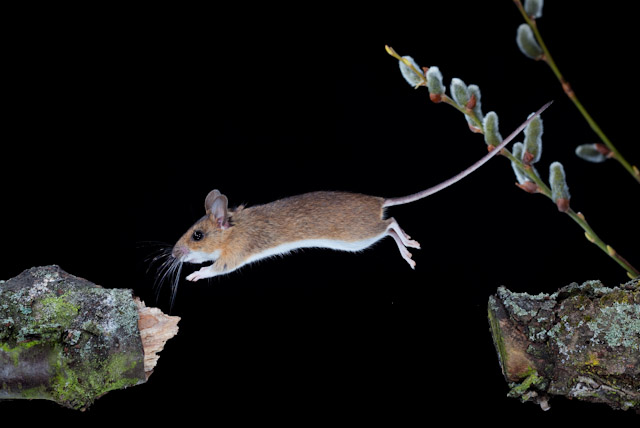
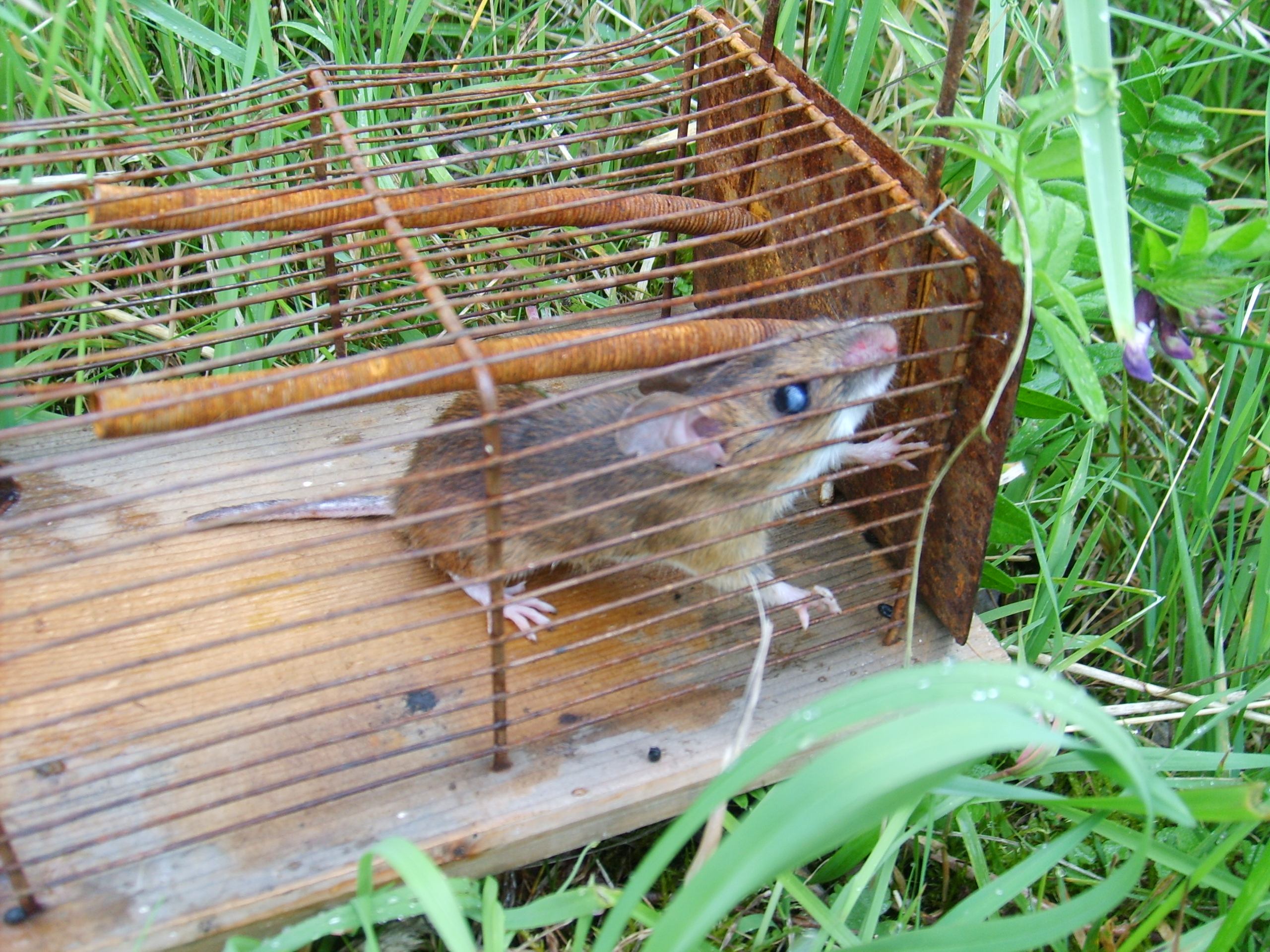